# Tobias Meyer (Reiter)

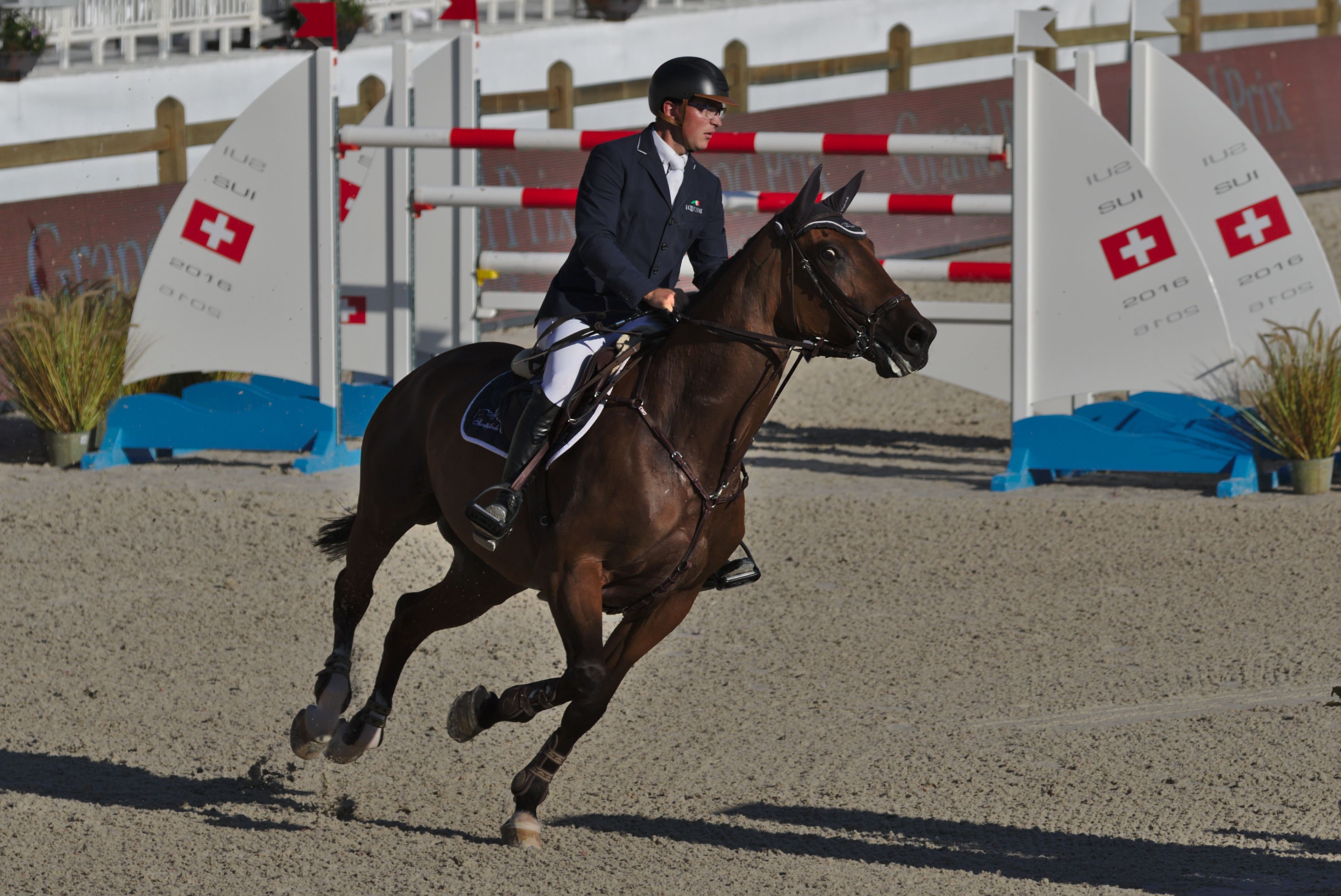
Tobias Meyer mit Cathleen beim CSI 5* Lausanne 2016

Tobias Meyer (* 28. Mai 1988 in Bad Oldesloe) ist ein deutscher Springreiter.
Im April 2019 befand er sich auf Platz 92 der Weltrangliste.

## Werdegang
Tobias Meyer hatte erstmals im Alter von elf Jahren, nach einem Umzug nach Friesoythe, Kontakt mit Pferden. Während eines Urlaubs auf einem Ponyhof begann er mit dem Reiten. Später entschied er sich für das Springreiten und bekam die Möglichkeit, beim Springreiter Otto Vaske zu trainieren. In seiner Zeit als Junior machte Meyer seine Lehre beim Gestüt Sprehe und wurde hier von Rene Tebbel trainiert.
Im Jahr 2005 nahm er an den Springreit-Europameisterschaften der Junioren teil (13. Platz mit Aperio). Im Folgejahr wurde Tobias Meyer mit Loriot S sowohl deutscher Vize-Meister der Junioren als auch Mannschaftseuropameister der Jungen Reiter (Rang 9 in der Einzelwertung). Im Jahr 2007 war er in Dallgow bei Berlin tätig.
Ab 2008 arbeitete er im Stall der Familie Puschak im bayrischen Bonstetten. Hier bekam er gute Pferde zur Verfügung gestellt und hatte die Chance, auf großen internationalen Turnieren in Deutschland sowie im nahen Ausland zu starten. Gleich im ersten Jahr im Stall Puschak gelang ihm mit Annabell der Sieg in der Deutschen Meisterschaft der Springreiter in der Altersklasse der Jungen Reiter.
Zwei Mal verließ er für einige Monate den Stall Puschak: im Jahr 2009 ging er zeitweilig in das Gestüt Sprehe zurück, im Jahr 2012 war er zwischenzeitlich für Karl Schneider auf dem Rodderberg tätig. Im Jahr 2011 gewann er mit Lucrate D`eau Grenou die Großen Preise des CSI 2* Offenburg und des CSI 2* Spangenberg. Im selben Jahr bestritt er als Teil der deutschen Mannschaft in Bratislava seinen ersten Nationenpreis.
In dieser Zeit war Meyer Teil der Perspektivgruppe Springen des DOKR und schaffte es, aufgrund seiner Leistungen in den deutschen B2-Kaders der Springreiter aufgenommen zu werden. Ende 2012 trennten sich die Wagen von Tobias Meyer und der Familie Puschak, mehrere Pferde gingen in den Beritt von Katharina Offel über. Meyer war nun wieder im Gestüt Sprehe angestellt. Im August 2014 gelang ihm mit dem Gewinn des Großen Preises des CSI 2* Verden wieder ein größerer Erfolg.
Im Juni 2015 wechselte Meyer erneut für einige Monate in den Stall Puschak, ab Dezember 2015 war er bei Jochen Scherer in Neunkirchen-Seelscheid als Bereiter tätig. Bei den Deutschen Meisterschaften 2016 wurde er mit Coolmann Fünfter. Sein größter Einzelerfolg im internationalen Turniersport glückte ihm mit dem Sieg des Großen Preises des CSI 5* EQUITA Lyon mit Cathleen im Oktober 2016. Bei den deutschen Meisterschaften 2017 kam er mit Avanti auf den neunten Platz.
Seit März 2018 ist Tobias Meyer ein weiteres Mal als Bereiter im Gestüt Sprehe tätig. Im Sommer 2018 gewann er mit dem Hannoveraner Hengst Special One gleich zwei internationale Große Preise: Anfang Juli den des CSI 3* Dettighofen (Hofgut Albführen) und vier Wochen später den Großen Preis der Reiterstadt Verden (CSI 2*). In der Hallensaison 2018/2019 folgten Siege in den Großen Preisen von Salzburg (CSI 4* mit Queentina) und Neustadt (Dosse) (CSI 2* mit Samurai). Im Mai 2019 glückte Tobias Meyer der Sieg im Großen Preis von Groß Viegeln bei Rostock (CSI 4* mit Quintair) sowie eine Woche später ein zweiter Platz im Großen Preis von Nörten-Hardenberg (CSI 3* mit Gain Line).
Bei den Deutschen Meisterschaften 2021 in Balve gewann Tobias Meyer die offene Wertung, er ritt hier den Wallach Greatest Boy - H. Anfang des Jahres 2022 zog Meyer mit seiner Familie ins niederländische Weert. Dort arbeitet er auf der Anlage seines Arbeitgebers Heinrichs Horses, für den Meyer bereits seit Mitte 2020 tätig ist. Mit der Saison 2022 ist Tobias Meyer erstmals Teil eines Teams der Global Champions League, der London Knights. Über diese Turnierserie hat Meyer auch die Chance, sich bei den CSI 5*-Turnieren für die hochdotierten Großen Preise der Global Champions Tour zu qualifizieren. Dies gelang ihm gleich bei der zweiten Etappe, in Miami Beach wurde er mit Greatest Boy Vierter im Großen Preis.

## Pferde (Auszug)
- Greatest Boy - H (* 2011), brauner KWPN-Wallach, Vater: Carrera, Muttervater: Liberty Utopia, bis Sommer 2020 unter anderem von Dennis Schlüsselburg und Marcus Ehning geritten[24]
- Diamant De Quidam - H OLD (* 2013), brauner OS-Wallach, Vater: Diamant de Semilly, Muttervater: Quidam de Revel, OS-Siegerhengst aus dem Jahre 2015[25]
- Cavoiro - H OLD (* 2015), OS-Wallach, Vater: Casallco, Muttervater: Calido, OS-Siegerhengst aus dem Jahre 2017[26]
- Special One (* 2006), brauner Hannoveraner Hengst, Vater: Stakkato, Muttervater: Escudo I; bis 2017 von Jan Sprehe geritten, ab 2020 von Abdullah asch-Scharbatly geritten[27]
- Samurai (* 2008, Zuchtname: Skelton), Dunkelbrauner Westfalen-Hengst, Vater: Stalypso, Muttervater: For Keeps; bis 2018 unter anderem von Jan Sprehe, Gaj Riossa und Meredith Michaels-Beerbaum geritten, ab 2020 von Rodrigo Pessoa geritten[28]
- Lucrate D’Eau Grenou (* 1999), brauner Selle-Français-Wallach, Vater: Flipper d'Elle, Muttervater: Guillaume Tell; wurde ab 2012 von verschiedenen katarischen Reitern geritten[29]
- Annabell (* 2000), Holsteiner, Stute, Schimmel, Vater: Acord II, Muttervater: Corrado I; wurde ab 2011 von Theresa Pachler geritten[30]
- Cathleen (* 2002), braune Westfalen-Stute, Vater: Cordobes I, Muttervater: Ramiro's Son I; wurde zuvor von Katharina Offel geritten, zuletzt 2017 im internationalen Sport eingesetzt[31]